# Fort Ivry

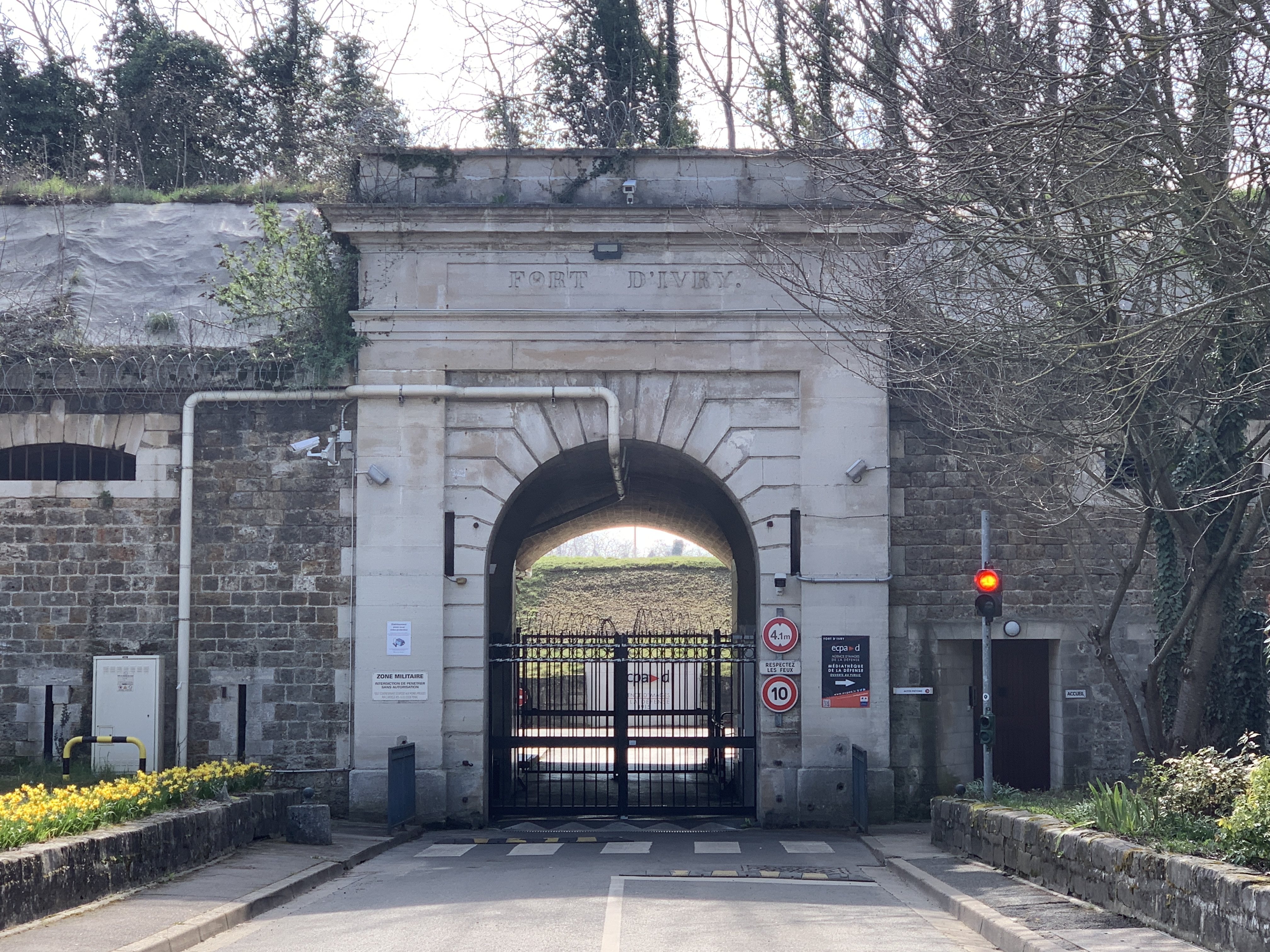
Haupttor von Fort Ivry

Das Fort Ivry (französisch Fort d’Ivry) ist eine der Festungen, die um die französische Hauptstadt Paris herum gebaut wurden. Es befindet sich in Ivry-sur-Seine, etwa sieben Kilometer südöstlich von Paris, im Département Val-de-Marne.

## Beschreibung
Das Fort Ivry sichert einen der Zugänge zu Paris. Es hat einen fünfeckigen Grundriss. Die Festung wird durch drei Wasserquellen versorgt, hat einen Paradeplatz, der von Baracken flankiert ist. Außerdem gibt es zwei Kasernen für die Offiziere.
Die Festung hat mehr als zwei Kilometer Katakomben, die zwischen 1852 und 1860 errichtet wurden.

## Geschichte
Die Festung wurde zwischen 1841 und 1845 errichtet. Sie gehört zu einer Reihe von Festungen, die die Hauptstadt Paris vor einer Eroberung schützen sollte.
Während des Deutsch-Französischen Krieges war die Festung Ausgangspunkt von Attacken gegen das VI. Preußische Korps. Nach der französischen Niederlage war das VI. Korps dort stationiert.
Im 20. Jahrhundert rückte das Fort ins öffentliche Bewusstsein, als es als Hinrichtungsstätte für Terroristen der OAS diente:
Roger Degueldre wurde am 6. Juli 1962 durch ein Erschießungskommando exekutiert.
Jean Bastien-Thiry, Organisator des Attentats von Petit-Clamart auf Staatspräsident Charles de Gaulle am 22. August 1962, wurde am 11. März 1963 im Fort Ivry erschossen. Es war die letzte Hinrichtung durch ein Erschießungskommando in Frankreich.

## ECPAD
Das Établissement de communication et de production audiovisuelle de la Défense, E.C.P.A.D., ein Unternehmen des französischen Verteidigungsministeriums hat seinen Sitz im Fort. Es befindet sich ebenfalls ein großes Archiv für militärhistorische Dokumente im Fort.